# Émile Gaboriau

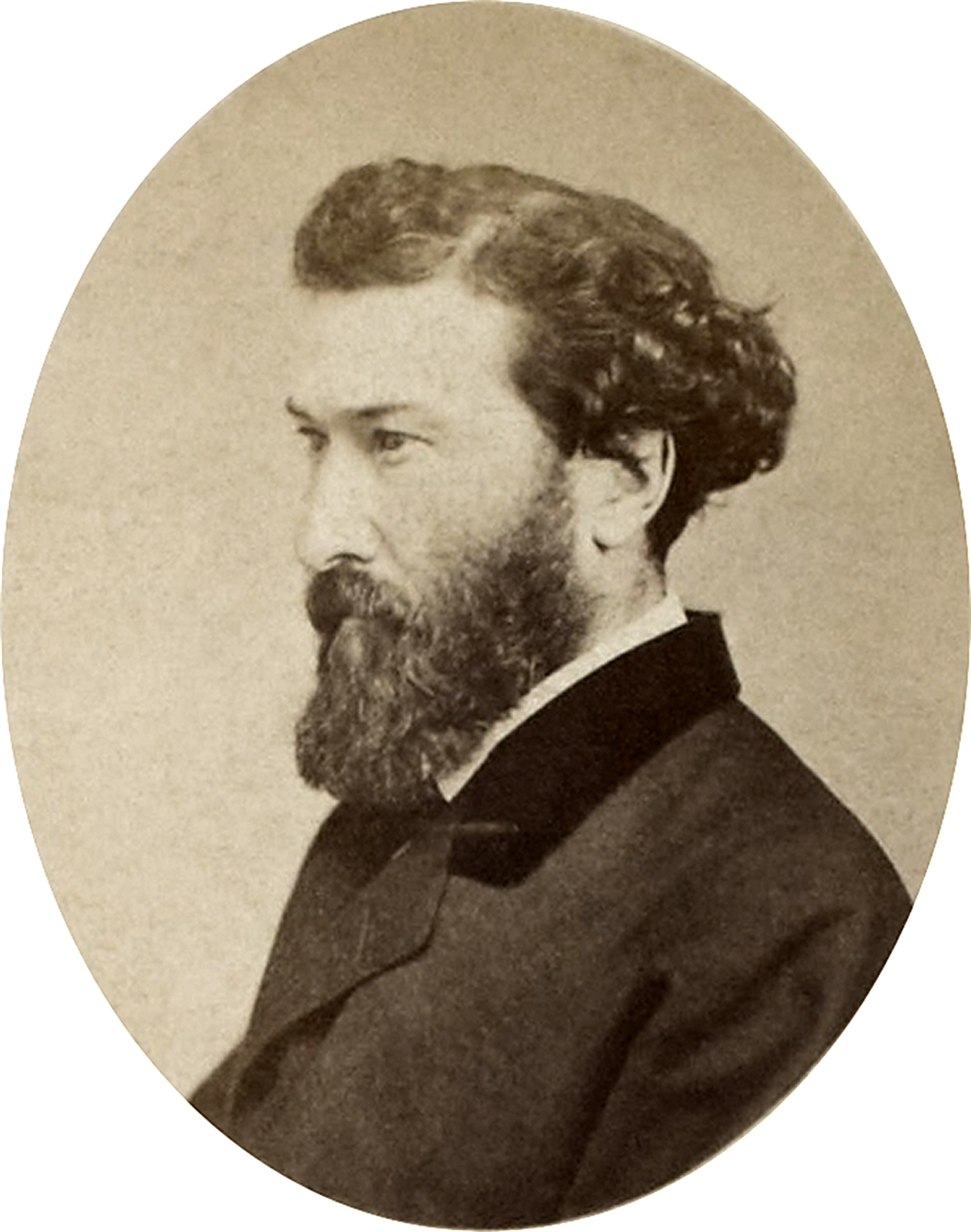
Émile Gaboriau.

Émile Gaboriau, född den 9 november 1835 i Saujon, död den 28 september 1873 i Paris, var en fransk romanförfattare.

## Författarskap
Gaboriau gjorde lycka med humoristiska skildringar (Le 13:e hussards, 1861, 15:e upplagan 1865; Les gens de bureau, 1862, med flera). Han är dock mest känd för sina spännande kriminalromaner, bland andra Monsieur Lecoq (1869; "Herr Lecoq", samma år; ny upplaga "Monsieur Lecoq", 1902), La corde au cou (1873; "Med repet om halsen", 1874) och L’argent des autres (utgiven postumt 1874; "Andras pengar", 1877). Ett tiotal av hans böcker är översatta till svenska.